# Meagan Good

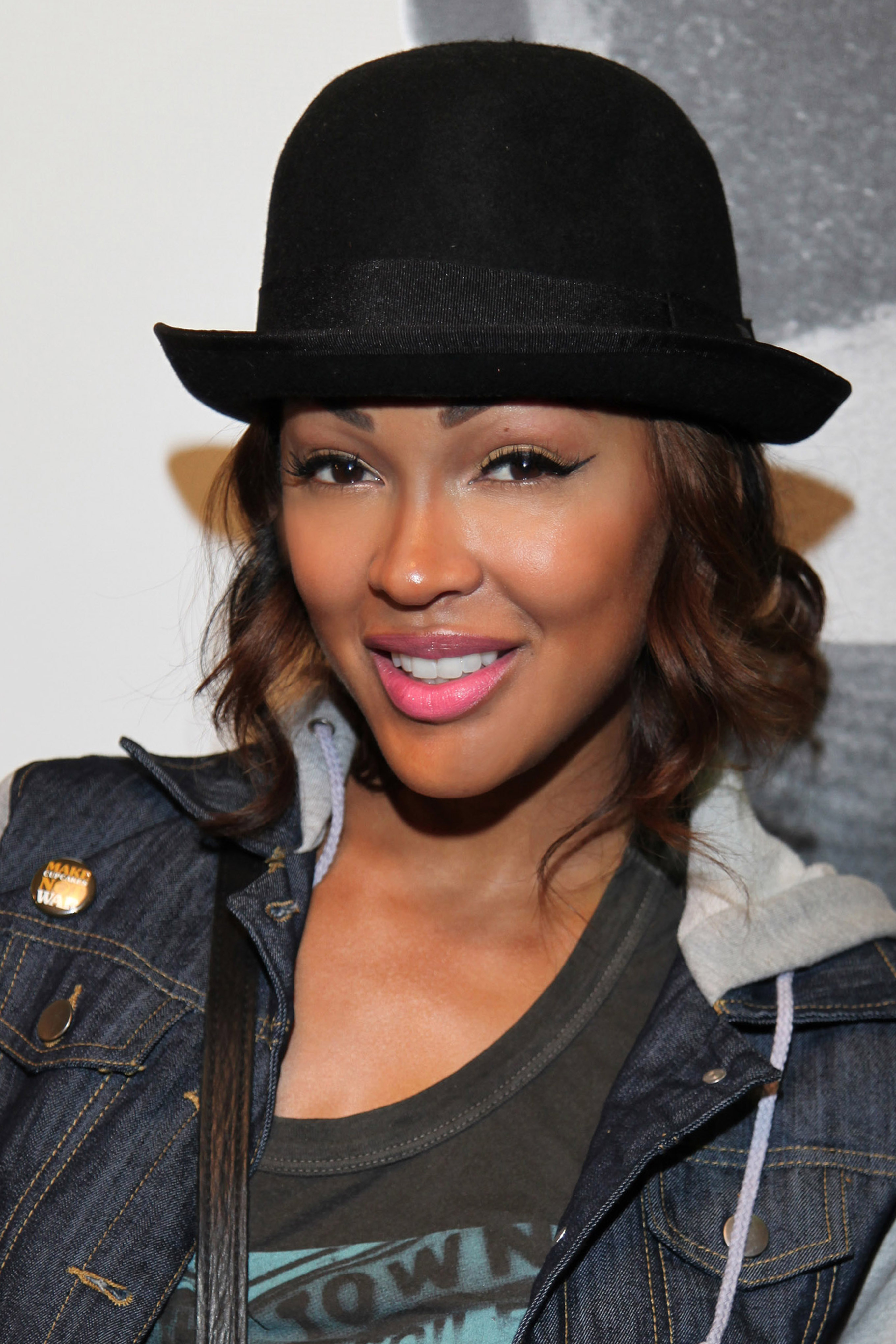
Meagan Good (2012)

Meagan Monique Good (ur. 8 sierpnia 1981 w Los Angeles) – amerykańska aktorka, która zagrała m.in. w filmach Myśl jak facet, Nienarodzony i Kto ją zabił?.

## Filmografia

### Filmy i seriale
- Gabriel's Fire (1990-1991) jako Młoda dziewczyna
- On Our Own (1994-1995) jako Traycee
- House Party 3 (1994) jako Extra
- Dotyk anioła (Touched by an Angel, 1994-2003) jako Nikki
- The Parent 'Hood (1995-1999) jako Ariana
- Piątek (Friday, 1995) jako Dzieciak #2
- Make a Wish, Molly (1995) jako Jenny
- Niebieski Pacyfik (Pacific Blue, 1996-2000) jako Shalona James
- Moesha (1996-2001) jako Nicole
- The Steve Harvey Show (1996-2002) jako Alicia
- Just One of the Girls (1997) jako Starkeesha
- Magia Batistów (Eve's Bayou, 1997) jako Cisely Batiste
- Cousin Skeeter (1998) jako Nina
- Sławny Jett Jackson (1998) jako Tara Essex
- The Jersey (1999) jako Tamika
- The Secret Life of Girls (1999) jako Kay
- Do trzech razy sztuka (3 Strikes, 2000) jako Buela
- House Party 4: Down to the Last Minute (2001) jako Tina
- Jak wychować tatę (Raising Dad, 2001-2002) jako Katie
- On, ona i dzieciaki (My Wife and Kids, 2001-2005) jako Vanessa
- Babski oddział (The Division, 2001-2004) jako Kara Taylor
- Wybaw nas od Ewy (Deliver Us from Eva, 2003) jako Jacqui
- Pokonaj najszybszego (Biker Boyz, 2003) jako Tina
- Behind the Scenes of 'Deliver Us from Eva' (2003) jako ona sama
- Jedź lub znikaj (Ride or Die, 2003) jako Venus
- Dr House (House, M.D., 2004) jako Amy
- Rewanż (You Got Served, 2004) jako Beautifull
- D.E.B.S. (2004) jako Max
- Piknik (The Cookout, 2004) jako Brittany
- Kevin Hill (2004) jako Melanie
- Crenshaw Blvd. (2005) jako Evelyn
- Życie na wrotkach (Roll Bounce, 2005) jako Naomi
- Kto ją zabił? (2005) jako Kara
- Venom (2005) jako Cece
- Cios poniżej pasa (Waist Deep, 2006) jako Coco
- Krok do sławy (Stomp the Yard, 2007) jako April
- Nieodebrane połączenie (One Missed Call, 2008) jako Shelley Baum
- Guru miłości (2008) jako Prudence
- Sundays in Fort Greene (2008) jako Greta
- Nienarodzony (Unborn, 2009) jako Romey
- Video Girl (2011) jako Lorie
- Skok przez miotłę (Jumping the Broom, 2011) jako Blythe
- 35 and Ticking (2011) jako Falinda
- Dysfunctional Friends (2012) jako panna Stevens
- Myśl jak facet (Think Like a Man, 2012) jako Mya
- Californication (2012) jako Kali[1]
- Dick Little (2012) jako Megan
- The Obama Effect (2012) jako Tamika Jones
- Oszustwo (Deception, 2013) jako Joanna Locasto
- Legenda telewizji 2: Kontynuacja (Anchorman 2: The Legend Continues, 2013) jako Linda Jackson
- Myśl jak facet 2 (Think Like a Man Too, 2014) jako Mya
- A Girl Like Grace (2015) jako Share
- Mr. Robinson (2015) jako Victoria Wavers
- Raport mniejszości (Minority Report[1], 2015) jako Lara Vega
- Code Black: Stan krytyczny (2016) jako Grace Adams
- Deuces (2016) jako Janet Foster
- Biała sława (White Famous, 2017) jako Kali[1]
- A Boy. A Girl. A Dream.[1] (2018) jako Free
- Star (2018) jako Natalie Knight
- Shazam! (2019) jako Darla Dudley
- Natręt (2019) jako Annie
- If Not Now, When? (2019) jako Tyra
- Syn marnotrawny (Prodigal Son[2], 2019-2020) jako Colette Swanson
- Łowca potworów (2020) jako Dash
- Harlem (2020) jako Camille Parks
- Dzienna zmiana (Day Shift[2], 2022) jako Jocelyn Jablonski
- Shazam! Gniew bogów (Shazam! Fury of the Gods[2], 2023) jako Darla

### Teledyski
- „One” – Tyrese
- „21 Questions” – 50 Cent
- „This Very Moment” – K-Ci & JoJo
- „Black Suits Comin' (Nod Ya Head)” – Will Smith
- „No Doubt” – Imajin
- „Do My” – Memphis Bleek
- „I Got You” – Lil Johnny
- „Get Wit Me” – 3rd Storee
- „Single For the Rest Of My Life” – Isyss